# El Parrón (estación)
El Parrón es una estación ferroviaria que forma parte de la Línea 2 del Metro de Santiago de Chile. Se encuentra subterránea entre las estaciones Lo Ovalle y La Cisterna. Se ubica bajo la Gran Avenida a la altura del Paradero 21, en la intersección con Avenida El Parrón, en la comuna de La Cisterna.
Esta estación fue inaugurada como parte de las obras de extensión del Metro durante el gobierno de Ricardo Lagos en el contexto del plan de remodelación del transporte urbano de la ciudad de Santiago, llamado Transantiago.

## Características y entorno

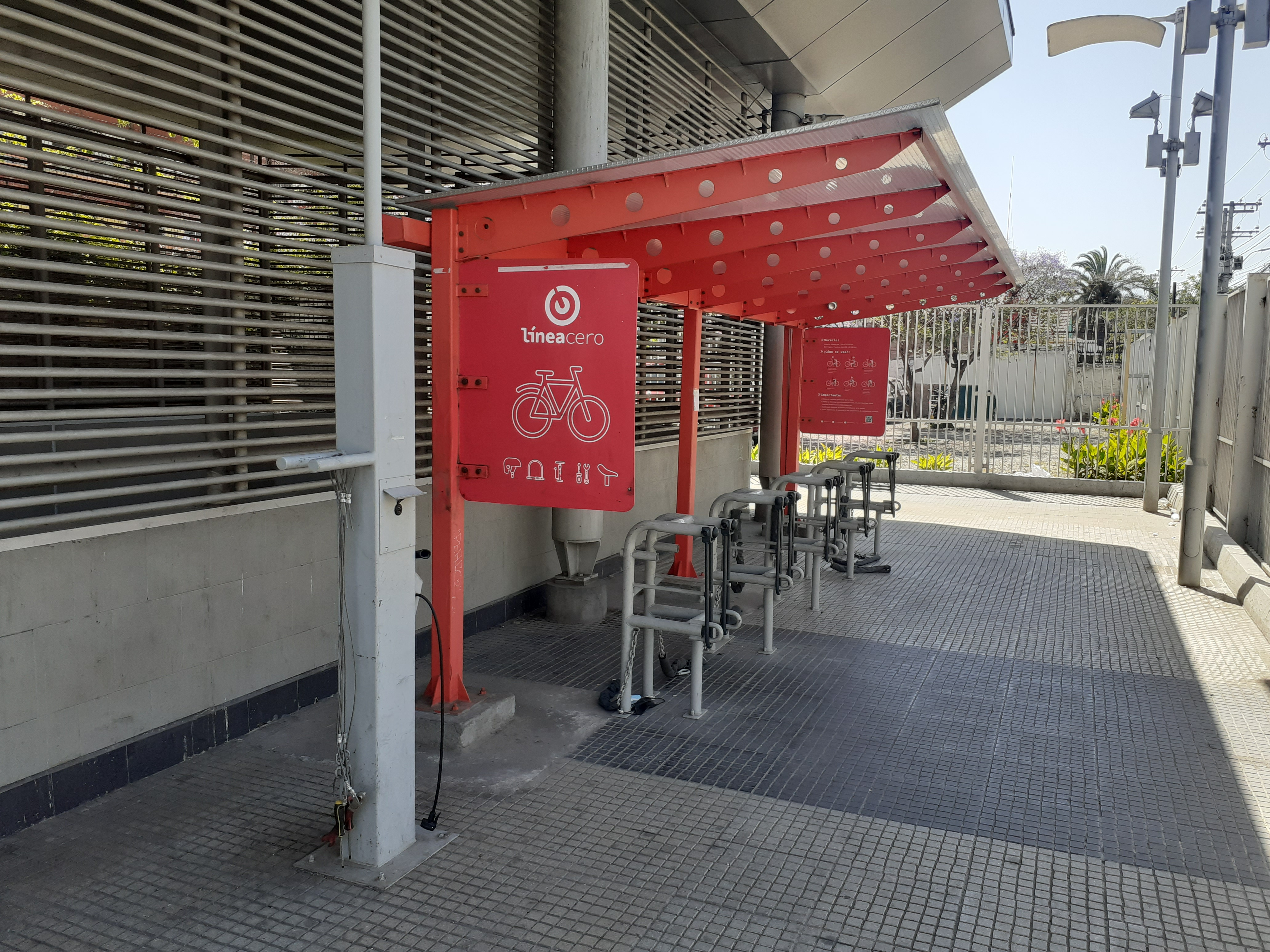
Bicicletero de Línea Cero en la estación El Parrón.

En cuanto a estética, comparada con el tramo Franklin–Lo Ovalle, esta estación presenta marcadas diferencias. Su túnel en vez de presentar la tradicional forma rectangular, presenta forma de arco, considerando también que su profundidad con respecto a la superficie, es mayor que el tramo que la precede. Sus muros cuentan con un ladrillo decorativo en tonalidades amarillas, cuenta también con una única salida y cambio de andén en ambos costados, donde están empalmados los televisores de MetroTV. También cuenta con un ascensor para personas discapacitadas.
Ostenta un flujo regular de pasajeros, ya que los grandes flujos se concentran en las Intermodales de La Cisterna y Lo Ovalle, por lo cual se podría considerar a El Parrón, como una estación de transición. En el entorno inmediato de la estación se ubican tres sucursales  bancarias, centros de esparcimiento y locales comerciales y cerca de 5 cuadras hacia el sur se ubica el Liceo Salesiano Manuel Arriarán Barros y el Templo San Juan Bosco, hitos de la comuna de La Cisterna. La estación posee una afluencia diaria promedio de 9543 pasajeros.

### Accesos
| Acceso | Intersección                   |
| ------ | ------------------------------ |
| A      | Gran Avenida con Av. El Parrón |
| B      | Gran Avenida con Av. El Parrón |

## Origen etimológico
Su nombre se debe a que su ubica justo bajo la intersección de la Gran Avenida con la Avenida El Parrón. En su pictograma no utilizado, la estación era representada por una parra.

## Galería

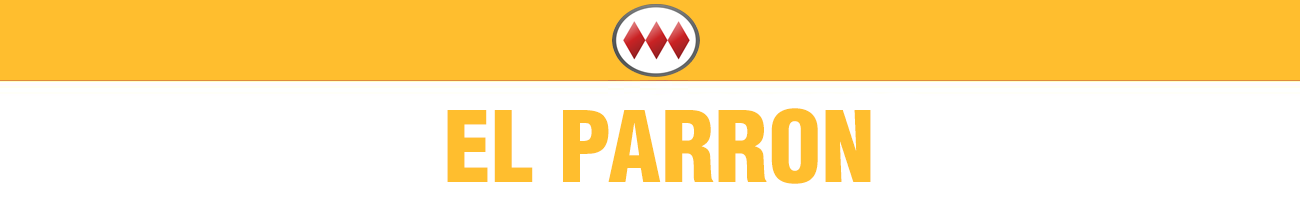
Cenefa utilizada en los andenes.
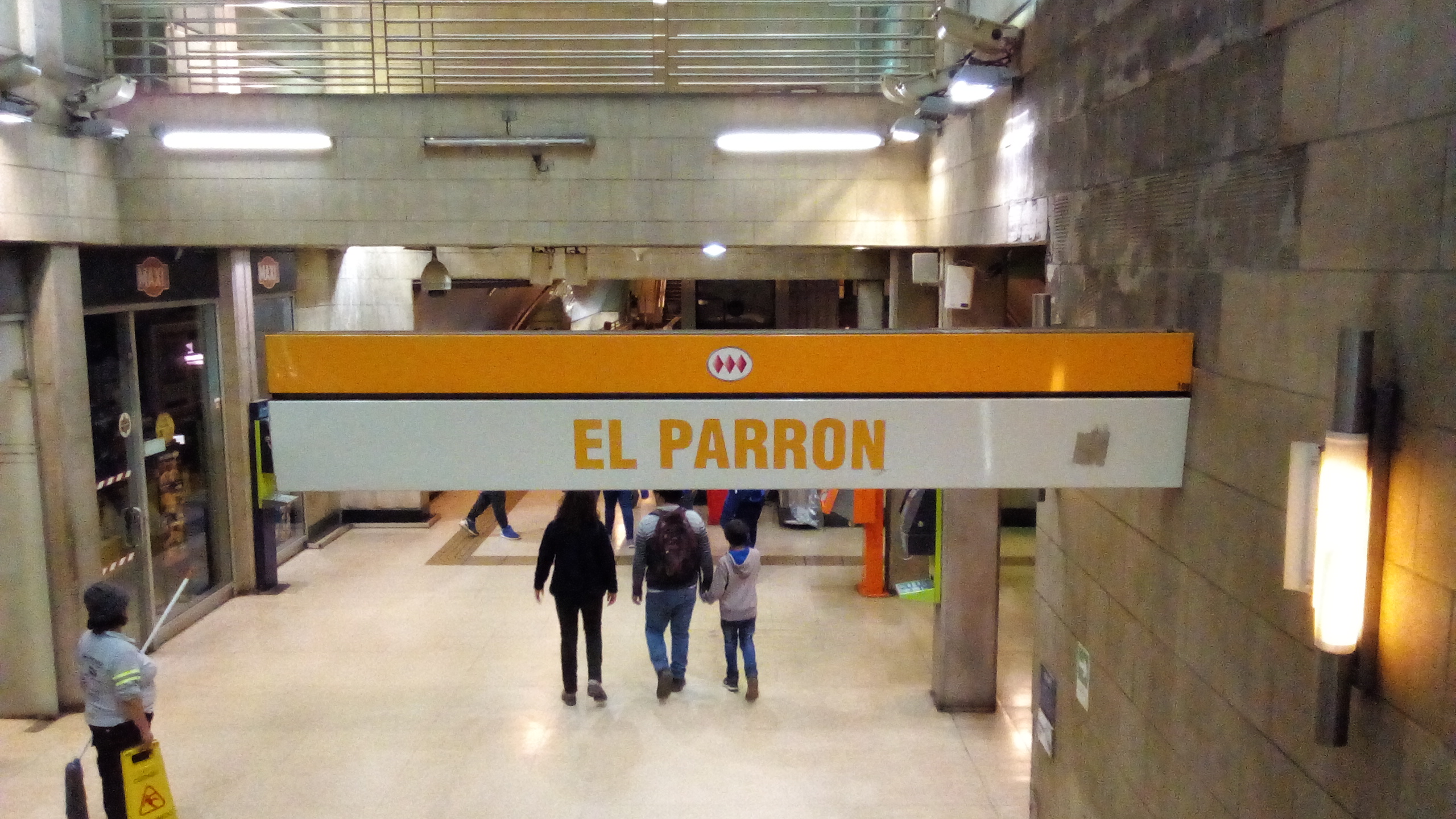
Acceso oriente a la estación.
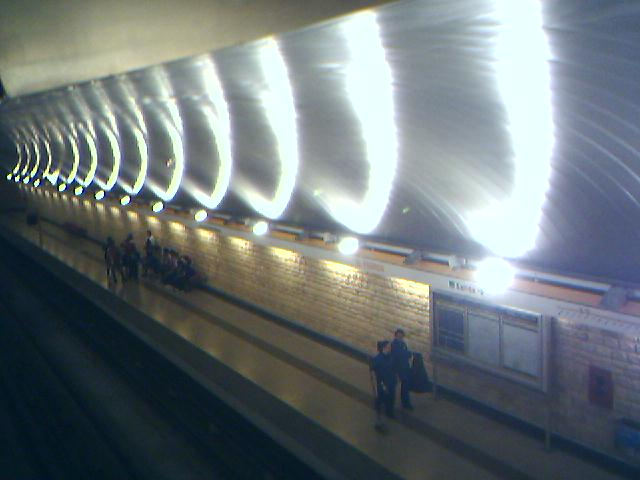
Andén de la estación.

## Conexión con Red Metropolitana de Movilidad
La estación posee 4 paraderos de la Red Metropolitana de Movilidad en sus alrededores, los cuales corresponden a:
| Paradero/ Código                   | Recorridos |
| ---------------------------------- | --- |
| Parada 1 / Metro El Parrón (PG4)   | 201 (San Bernardo) - 223 (Lo Espejo) - 229 (San Ramón) - 264n (Santo Tomás) - 271 (San Bernardo) - 301 (Angelmó) - 329 (Mall Plaza Oeste)                 |
| Parada 2 / Metro El Parrón (PG65)  | 201 (Mall Plaza Norte) - 223 (Santiago) - 229 (Metro La Moneda) - 264n (Pedro Fontova) - 271 (Santiago) - 301 (Juan Antonio Ríos) - G18 (Metro Lo Ovalle) |
| Parada 3 / Metro El Parrón (PG659) | 329 (Mall Florida Center) - G01 (Santo Tomás) - G01c (Santa Rosa Paradero 21) - G18 (Santo Tomás)                                                         |
| Parada 4 / Metro El Parrón (PG669) | G01 (Villa 4 de Septiembre) - G01c (Villa 4 de Septiembre)                                                                                                |